# Darrell Sandeen
Darrell Sandeen (Chicago, 13 luglio 1930 – Los Angeles, 26 gennaio 2009) è stato un attore statunitense.
Ha preso parte in poco più di dieci pellicole, a partire dagli anni sessanta, soprattutto in ruoli minacciosi. È noto principalmente per aver ricoperto il ruolo di Leland "Buzz" Meeks in L.A. Confidential di Curtis Hanson nel 1997.
È morto nel 2009, a 78 anni, in seguito ad una caduta che gli ha provocato un'emorragia cerebrale.